# Stella di Scholz
La stella di Scholz è un sistema binario identificato come WISE J072003.20-084651.2 (abbreviato come WISE 0720-0846), formato da due componenti: la componente principale è una nana rossa; la componente secondaria è una nana bruna, quindi non propriamente una stella. È visibile nella costellazione dell'Unicorno con una magnitudine di 18,3.
Il sistema, che si trova attualmente a circa 20 anni luce dal sistema solare, ha attraversato la nube di Oort circa 70.000 anni fa. Si presume che il passaggio possa aver perturbato l'orbita di alcune comete, ma considerata l'alta velocità di attraversamento, le perturbazioni dovrebbero aver avuto un impatto dinamico sulla nube molto limitato.
Se osservata dalla Terra, nel momento di massima vicinanza, la stella sarebbe apparsa come un oggetto di magnitudine pari a circa 10,3.

## Osservazione
Si tratta di una stella situata nell'emisfero celeste australe, ma molto in prossimità dell'equatore celeste; ciò comporta che potrebbe essere osservata da tutte le regioni abitate della Terra, risultando invisibile soltanto molto oltre il circolo polare artico. Nell'emisfero sud invece apparirebbe circumpolare solo nelle aree più interne del continente antartico. Tuttavia, con una magnitudine apparente di 18,3, non è osservabile né ad occhio nudo, né con strumenti amatoriali.
È stata catalogata per la prima volta nel 2003, inclusa nei cataloghi 2MASS e USNO-B1.0. Osservata successivamente attraverso il Wide-field Infrared Survey Explorer, è stata identificata da Ralf-Dieter Scholz nel 2014 come oggetto ad una distanza inferiore agli 8 parsec dal sistema solare, sfuggito alle precedenti campagne di ricerca.

## Caratteristiche
La stella principale del sistema è una nana rossa, classificata come M9 ± 1, con una massa stimata in 86 ± 2 masse gioviane. La compagna è una nana bruna, classificata come probabile T5, con una massa stimata in 65 ± 12 masse gioviane. La massa complessiva del sistema è di 0,15 M⊙. La coppia orbita ad una distanza pari a 0,8 unità astronomiche. L'età è stata stimata essere compresa tra i 3 ed i 10 miliardi di anni.
Sebbene il sistema sia relativamente vicino alla Terra (ad una distanza di circa 20 anni luce), presenta un valore piuttosto limitato del moto proprio. Questo perché la stella si muove quasi lungo la congiungente con il Sole, allontanandosi da esso. Da un calcolo indietro nel tempo del tragitto percorso, Eric Mamajek e colleghi hanno stimato che circa 70.000 anni fa, la coppia abbia attraversato la nube di Oort del sistema solare (ad una distanza di 52.000 UA (0,25 parsec; 0,82 anni luce) dal Sole. Ad un osservatore sulla Terra, sarebbe apparsa come un oggetto di magnitudine 10,3. Se nel periodo di massimo avvicinamento la stella avesse manifestato dei brillamenti tipici delle stelle di classe M più fredde, allora sarebbe potuta risultare visibile anche ad occhio nudo per alcuni minuti o ore.
Il passaggio ha potenzialmente perturbato l'orbita di alcune comete, che tuttavia impiegheranno circa 2 milioni di anni prima di raggiungere il sistema solare interno. Tuttavia, considerata l'alta velocità di attraversamento, le perturbazioni dovrebbero aver avuto un impatto dinamico sulla nube molto limitato.